# Gyurme Gyatso Tethong
Gyurme Gyatso Tethong (tibétain : འགྱུར་མེད་རྒྱ་ླྀབཀྲས་མཐོང, Wylie : 'gyur med rgya mtsho bkras mthong, 1884-1938) était un ministre tibétain, et le gouverneur général du Kham (de 1932 à 1935) .

## Carrière
Gyurme Gyatso Tethong entre au service du gouvernement du Tibet historique en 1913. En tant que depön, il commande la garde du corps du 13e dalaï-lama. En 1932, il est envoyé dans le Kham, alors en grande partie sous autorité tibétaine. Il y occupe divers postes. En novembre 1932, il est nommé ministre (shappe).
Au début de 1935, lorsque le 9e panchen-lama voulut retourner au Tibet, il est relevé par le Kalon Lama, Thupten Sakya (Chhangkhim-pa Shap-pe), au poste de commissaire et envoyé en Chine pour négocier ce dilemme.